# Jardín botánico y arboreto Klehm
El Invernadero y colección de plantas de la Universidad de Illinois en inglés: Klehm Arboretum and Botanic Garden es un arboreto y jardín botánico de 63 hectáreas (155 acres), en Rockford, Illinois.
El Klehm Arboretum and Botanic Garden es miembro del "American Public Garden Association" o APGA y asociado al "Botanic Gardens Conservation International" (BGCI).

## Localización
Klehm Arboretum and Botanic Garden, 2715 South Main Street, Rockford, Winnebago county, Illinois IL 61102 United States of America-Estados Unidos de América.
Planos y vistas satelitales.42°14′40.56″N 89°6′44.64″O / 42.2446000, -89.1124000
Está generalmente abierto al público todos los días, se cobra una tarifa de entrada.

## Historia
El arboreto fue establecido en 1910 como un vivero de Rockford por el arquitecto paisajista William Lincoln Taylor, quien plantó personalmente muchos árboles del Arboreto.
La familia Klehm compró el vivero en 1968 y lo mantuvo hasta 1985, cuando donó la propiedad al "Winnebago County Forest Preserve District" como un arboreto.
A principios de 1990, el sitio fue inventariado, desarrollándose un plan maestro y llevada a cabo una campaña de captación de capital.
Las plantaciones del jardín se iniciaron en 1994.

## Colecciones
El arboreto incluye un bosquete original de Quercus macrocarpa (5 ha / 12 acres) cuyos árboles más grandes se estiman en más de 300 años de edad. También incluye más de 50 especies y cultivares de coníferas, representando a nueve grupos procedentes de Norteamérica, Europa, y Asia, tal como abetos, Chamaecyparis, Juniperus, Piceas, pinos, abeto de Douglas, Taxaceaes, Ilex, Tsuga, abeto Nikko, picea de Meyer, Juniperus communis espinoso, arborvitae columnar, y el Chamaecyparis pisifera 'Filifera'.
La colección de abedules incluye seis especies, abedúl papel, abedul pubescente, New England abedúl de Nueva Inglaterra, abedúl de río, abedúl amarillo, y abedúl dulce.
La colección de especies europeas incluye especímenes maduros de acer de Noruega, Acer campestre, roble pedunculado, Ulmus procera, Fagus sylvatica, Aesculus, Pinus mugo y Pinus sylvestris, además de Larix decidua, Carpinus, Euonymus europaeus, y Sorbus.
La colección de Extremo Oriente incluye Phellodendron amurense, falso ciprés, katsura, Acer ginnala, magnolia japonesa roja y blanca, Chaenomeles, y varias especies de Lonicera.
La colección del Norte de América incluye Fagus grandifolia, Aesculus flava, Magnolia acuminata, Liriodendron tulipifera, Pinus ponderosa, Picea pungens de Colorado, y abeto de Douglas.
Otras plantas leñosas que se incluyen Tilia americana, Aesculus pavia, Prunus serotina, Castanea dentata, cornus, Enkianthus, Fontanesia, Chionanthus virginicus, Celtis, Hemiptelea espinosa, árbol pagoda japonés, Carya ovata, Magnolia tripetala, Quercus coccinea, Quercus alba, Cercis, campana de plata de Carolina (Halesia carolina), Oxydendrum, Liquidambar, Viburnum, Juglans nigra, y Wisteria.
Los jardines incluyen varios jardines temáticos:
- Jardín de las mariposas,
- Jardín de los hemerocallis,
- Jardín de exhibiciones,
- Jardín de la fuente
- Jardín de hierbas
- Colección de Hostas
- Nancy Olson Children's Garden,
- Jardín prehistórico, en el que se pueden encontrar cycas, ciprés calvo, helechos, Ginkgo biloba, equisetos, hepáticas, musgos, Lycopodiopsidas, pinos, y Metasequoia).